# August Kekulé
Friedrich August Kekulé von Stradonitz (1829-1896), hay còn được biết với cái tên August Kekulé là nhà hóa học người Đức. Ông là một trong những nhà hóa học lớn của thế kỷ XIX. Ông là người có đóng góp rất quan trọng trong sự phát triển của hóa học hữu cơ. Năm 1861, ông đã đưa ra một định nghĩa rất quan trọng về hóa học hữu cơ. Quan điểm của ông về điều đó là: Hóa học hữu cơ là sự nghiên cứu các hợp chất của cacbon (trừ các oxit, muối và một số hơp chất khác của cacbon). Ông còn nhà hóa học đã khám ra benzene, một trong những hợp chất hữu cơ quan trọng của ngành công nghiệp, và tìm ra cả thành phần và cách cấu tạo của hợp chất này.